# Girma Tadesse
Girma Tadesse  (29 maart 1987) is een Ethiopische atlete, die is gespecialiseerd in de marathon.

## Loopbaan
Tadesse won zowel in 2010 als 2011 de marathon van Madrid.

## Persoonlijk record
| Onderdeel | Prestatie | Datum            | Plaats  |
| --------- | --------- | ---------------- | ------- |
| marathon  | 2:33.11   | 22 februari 2009 | Hamburg |

## Palmares

### halve marathon
- 2013:  halve marathon van Hartford - 1:13.43
- 2013:  halve marathon van Manchester - 1:16.24
- 2013:  halve marathon van Potomac - 1:13.54

### marathon
- 2008: 5e marathon van Sevilla - 2:44.01
- 2008:  marathon van Luxemburg - 2:44.13
- 2009:  marathon van Sevilla - 2:33.11
- 2009:  marathon van Luxemburg - 2:47.39
- 2009:  marathon van Florence - 2:37.28
- 2010:  marathon van Sevilla - 2:34.53
- 2010:  Madrid Popular - 2:34.39
- 2011: 4e marathon van Xiamen - 2:32.10
- 2011:  Madrid Popular - 2:35.28
- 2011:  marathon van Riga - 2:37.14,3
- 2012: 8e marathon van Mumbai - 2:36.12
- 2012: 6e marathon van Hannover - 2:32.38
- 2013: 7e marathon van Mumbai - 2:31.44
- 2013:  Rock 'n' Roll Madrid - 2:36.44
- 2013: 9e marathon van Kuala Lumpur - 2:57.56
- 2013:  marathon van Richmond - 2:37.55

- Library of Congress Control Number: n2006200138
- Virtual International Authority File: 56051989